# Титаник-Белфаст
Титаник Белфаст — музей и памятник морского наследия Белфаста на месте бывшей верфи Харланд энд Вольф в районе Квартал Титаника. Открыт 1 апреля 2012 г.
Он рассказывает истории о злополучном Титанике, который затонул в своём первом рейсе в 1912 году, и о его братьях, кораблях Олимпик и Британик.
Здание содержит более 12 тыс. квадратных метров площади, большинство из которых занимают ряд галерей, а также частные залы и коммунальное хозяйство.

## История
Здание расположено на острове Королевы, участке земли у входа в Белфастский залив, который был освобожден от воды в середине 19-го века. Он использовался в течение многих лет судостроителями Харландом и Вольфом, которые построили огромные стапели и сухие доки для размещения одновременного строительства «Олимпика» и «Титаника». Упадок судостроения в Белфасте оставил большую часть территории заброшенной. Большинство заброшенных сооружений на острове были разрушены. Некоторые получили статус списочных зданий, в том числе стапели и сухие доки «Олимпика» и «Титаника», а также знаковые краны Самсон и Голиаф.
Заброшенные земли были переименованы в «Титаник квартал» в 2001 году и предназначались Харланд энд Вольф для реконструкции на десятилетний период. Площадь в 100 гектаров была впоследствии куплена компанией Fred Olsen по цене £ 46 миллионов, с ещё 23 гектарами, отведенными для научного парка. Ещё 78 гектаров были проданы Харланд энд Вольф в 2002 году, для использования в целях нового развития, включая жилые дома, гостиницы и развлекательные услуги, а также музея морского наследия и научного центра. В 2005 году было объявлено о планах построить музей, посвященный «Титанику», чтобы привлечь туристов в этот район, с планами его завершения к 2011 году в честь столетия со дня спуска на воду «Титаника».
Ряд идей были выдвинуты для привлечения посетителей. Среди идей рассматривались реконструкция массивных стальных порталов, в которых «Олимпик» и «Титаник» были построены, или строительство освещенного контура каркаса «Титаника» в доке, из которого он был спущен на воду. В июне 2008 года была объявлена информация о £ 64 миллионном проекте — известном в то время как «Титаник Док». Министр туризма Северной Ирландии Арлин Фостер, объявила, что Кабинет министров Северной Ирландии обеспечит 50 процентов привлечения финансирования через совет по туризму Северной Ирландии, а остальные 50 процентов поступят из частного сектора, в лице Титаник квартал лимитед и уполномоченных Belfast Harbour. Дополнительное финансирование было заложено на Белфаст. Задача по привлечению посетителей была возложена на благотворительную организацию Титаник фонд, которая стремится «просвещать людей о социальном, историческом, производственном и морском наследии Белфаста через историю Титаника».
Здание, ныне известное как Титаник Белфаст, как ожидается, привлечет 400 000 посетителей в год, из которых 130 000—165 000 придут извне Северной Ирландии. Предполагается, что оно послужит аналогичной функции, что и Музей Гуггенхайма в Бильбао, разработанный Фрэнком Гери, как центр для возрождения города. Это является частью проекта Восстановление значимости Титаника связанного с наследием «Титаника» в Титаник квартале, в том числе заброшенных штаб-квартиры и чертежных офисов Харланд и Вольф, Номадика — последнего оставшегося в строю корабля White Star Line, а также дока Гамильтона, дока Титаника, насосной и стапелей «Олимпика» и «Титаника».

## Проектирование и строительство
Eric Kuhne and Associates была поставлена задача работать в качестве ведущих архитекторов концепции. Конструкция здания имеет своей целью отразить историю Белфаста в кораблестроении и промышленного наследия оставленного Харланд и Вольф. Его угловая форма напоминает форму носов кораблей, со своим главной «носом» между стапелей Титаник и Олимпик на реке Лаган (Кроме того, было высказано предположение, что здание выглядит как айсберг, и местные жители уже прозвали его Айсберг. Большая часть фасада здания покрыта 3000 одиночными анодированными серебром плитками алюминия. With just one year to go until the Titanic disaster centenary, are Belfast's big projects on course?. Belfast Telegraph. 15 апреля 2011. Высота здания 126 футов (38 м), та же высота, что у корпуса Титаника.
Внутренняя часть пятиэтажного здания имеет 12 тыс. квадратных метров пространства. Его центром является серия пояснительных галерей для изучения аспектов строительства, проектирования, затопления и наследия Титаника. На верхнем этаже музея находится крупнейшей в Белфасте зал для проведения конференций и приемов, Astor Suite, банкетный комплекс, способный вместить 750 человек. В здании также предусматривается образовательная, общественная активность, розничная торговля и рестораны, а также общественный центр ресурсов.
В строительстве здания стоимостью £ 77 млн участвовали крупнейшие в истории Ирландии заводы по изготовлению бетона, с 40 000 кубических метров бетона доставленных на 700 бетономешалках. Ирландский девелопер Harcourt Construction осуществлял строительную стадию проекта. Он управлялся Harcourt Developments Ltd.
В передней части здания находится скульптура Роуэн Гиллеспи Titanica, изображающая погружающуюся женскую фигуру. Изготовленная из бронзы, она установлена на медном основании, вызывает ассоциацию с дизайном фигур на носу кораблей, предназначенных для вселения надежды. Фигура была освящена представителями англиканской, католической, методистской и пресвитерианской церкви 27 марта 2012 года, за несколько дней до открытия Титаник Белфаста.

## Экспозиция
Выставка Титаник Белфаста состоит из девяти поясняющих и интерактивных галерей, охватывающих следующие темы:
- Экономический подъём Белфаста — город в начале XX века.
Первая галерея воссоздает сцены из Белфаста во время строительства Титаника в 1909-11. Она показывает основные отрасли промышленности города перед ведущей через оригинальные ворота из верфи Харланд энд Вольф, в интерактивном полу представлены планы строительства Титаника, а также оригинальные рисунки и макеты кораблей[13].

- Верфь — поездка на мини-автомобилях вокруг копии руля «Титаника».
Во второй галерее преобладают стальные леса высотой 20 метров, которые напоминают постройки Arrol Gantry, предназначенные для строительства «Титаника» и «Олимпика». Лифт ведет посетителей в верхнюю часть портала подъемного крана, где сцены судостроения отображаются с помощью аудио и изображений. Визит продолжается на шестиместном автомобиле, который провозит посетителя через воссозданную верфь, которая расположена вокруг копии огромного руля «Титаника»[13].

- Спуск — как «Титаник» был спущен на воду 31 мая 1911.
Галерея Спуск изображает сцены с первого дня, когда Титаник был спущен в Белфастском заливе в присутствии 100000 человек. Из окон открывается вид на стапеля с которых Титаник был спущен на воду и окно позволяет посетителям увидеть стапели и доки по мере их появления до настоящего времени[13].

- Достройка — достройка «Титаника» от его спуска по апрель 1912 года.
Четвёртая галерея представляет собой огромную модель «Титаника», предназначенную для того чтобы показать, как корабль готовился к принятию его пассажиров и членов экипажа и изображающая все три класса кают. Центральное место в галерее представляет 360 градусный компьютерный тур по «Титанику» через все уровни судна, из машинного отделения в обеденный салон и мостик[13].

- Первый рейс — путешествие из Белфаста в Саутгемптон, а оттуда в Шербур, Куинстаун (Ков) и западнее.
Катастрофический первый рейс судна изображен в пятой галерее, в которой изображена шлюпочная палуба корабля. Посетители могут ходить по деревянной палубе, сидеть на скамейках или любоваться видами на доки и гавани. В галерее также представлены фотографии корабля иезуитского фотографа духовного отца Фрэнсиса Брауна, который находился на борту «Титаника» на участке из Саутгемптона в Куинстаун (теперь Ков) на юге Ирландии[13].

- Гибель — катастрофа 14/15 апреля 1912.
Шестая галерея изображает гибель «Титаника» с фоновым звуком сообщения SOS направляемого на другие суда. Изображения гибели сочетаются с аудиорассказами выживших и иллюстрациями репортажей прессы о катастрофе. Стены айсберга покрыты 400 копиями спасательных жилетов, на которых изображен тонущий корабль[13].

- Последствия — наследие катастрофы.
События после гибели описаны в седьмой галерее, в которой преобладает полноразмерная копия одной из спасательных шлюпок использованных для эвакуации пассажиров с судна. Американские и британские расследования катастрофы изображены по обе стороны от спасательной шлюпки на видео и информационных панелях. Посетители могут использовать интерактивные экраны для поиска пассажиров и членов экипажа в списках, чтобы узнать, был ли на корабле один из их родственников. В галерее также представлена информация о последующей истории Харланд энд Вольф и кораблей — братьев «Титаника»[13].

- Мифы и легенды — факты, стоящие за некоторыми из историй о «Титанике».
Катастрофа породила множество легенд и мифов, увековеченных через фильмы, игры, книги и стихи. С песней Селин Дион My Heart Will Go On играющей в фоновом режиме, посетители могут изучить аспекты поп-культуры вдохновленные «Титаником». Интерактивный экран также позволит посетителям исследовать мифы о корабле[13].

- Титаник на дне — о месте затопления «Титаника» и его повторном открытии.
Последняя галерея представляет «Титаник», как он есть сейчас, 3700 м ниже уровня моря в Северной Атлантике. Представленный в сотрудничестве с первооткрывателем затонувшего «Титаника», доктором Робертом Баллардом, галерея показывает его экспедиции на корабль посредством расстояния в футах, аудио и изображений. Сделанные объективом Рыбий глаз виды затопленного корабля установлены под стеклянным полом. Ниже пола находится Центр исследования океана, главный научный объект Титаник Белфаста, который изучает морскую биологию и проводит исследования в прибрежных водах Северной Ирландии, а также различные экспедиции Балларда по всему миру[13].